# Maša och Lejla
Maša och Lejla är en montenegrinsk duo som består av sångarna Maša Vujadinovic (född den 4 oktober 2000 i Podgorica) och Lejla Vulić (född den 29 juni 2002 i Belgrad). År 2014 sjöng de i Junior Eurovision Song Contest för sitt hemland med låten "Budi Dijete Na Jedan Dan" som slutade på en 14:e plats.